# La Pedra Olivera
La Pedra Olivera és una petita partida rural formada per camps de conreu del Pallars Jussà situada en el terme municipal de Conca de Dalt, al Pallars Jussà, a l'antic terme d'Aramunt, en l'àmbit del poble d'Aramunt.
Està situada al nord de la vila d'Aramunt, al nord-est de l'antic terme d'aquesta vila. És a l'esquerra del barranc dels Clops, al sud-est de la partida de Lleres, al nord-est de la de Toís i al nord-oest de la Serra de Sant Esteve.
Consta de poc més d'1 hectàrea (1,0146) de terres de conreu de secà, amb una mica de matolls.